# Mariä-Entschlafens-Kloster (Uniw)

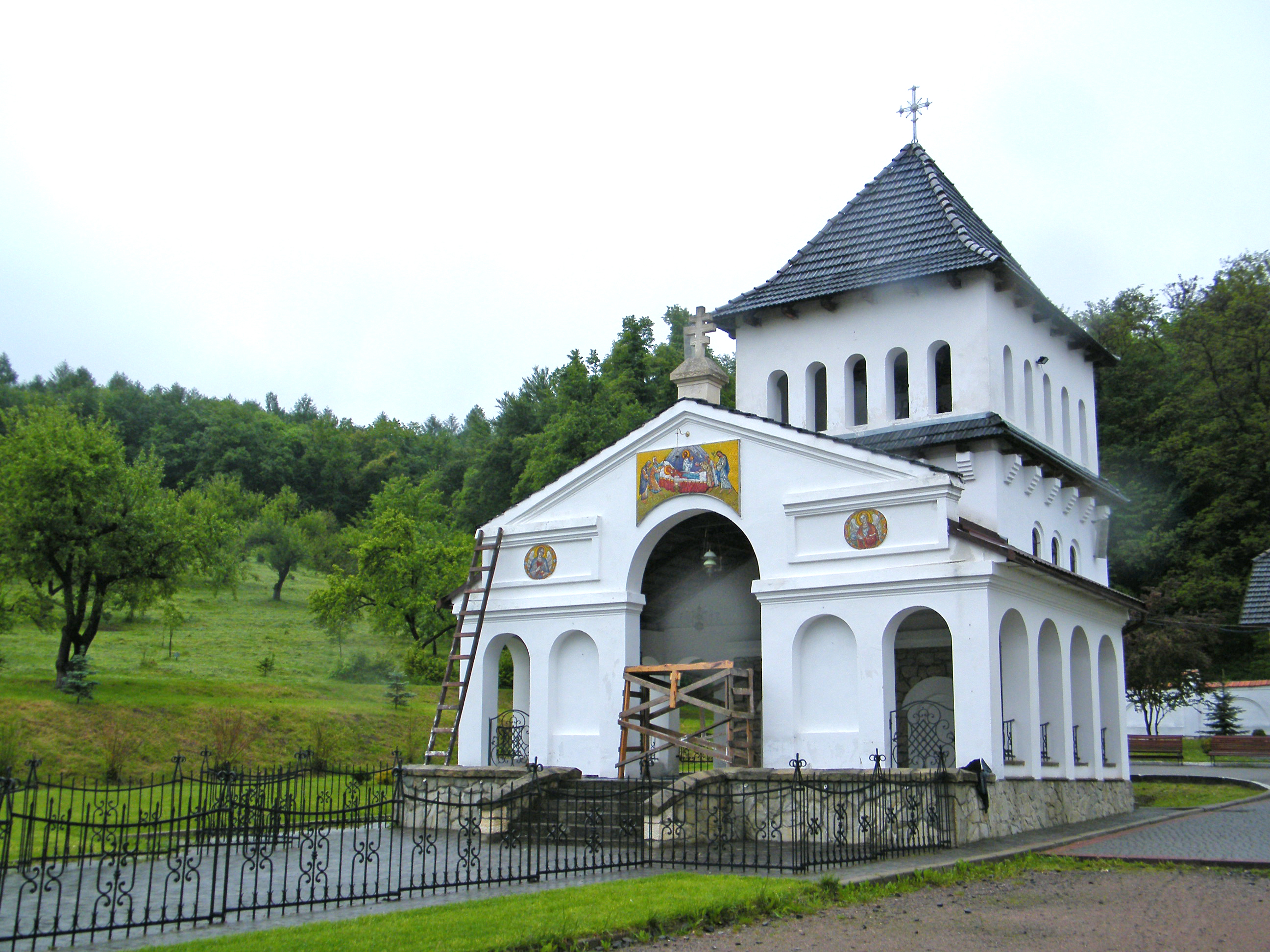
Mariä-Entschlafens-Kloster, Innenhof

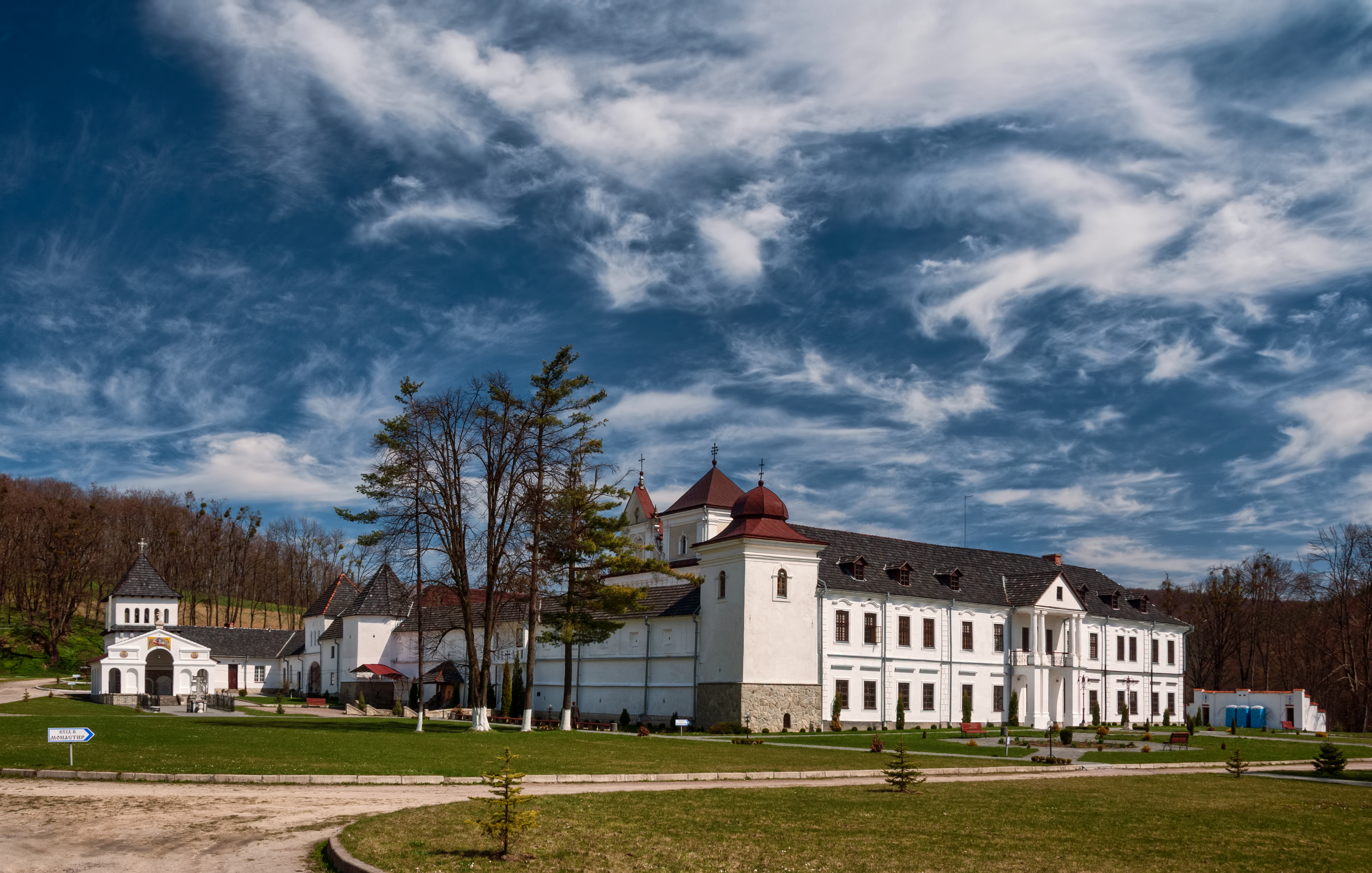
„Mariä-Entschlafens-Kloster“

Das Mariä-Entschlafens-Kloster (ukrainisch Свято-Успенська Унівська Лавра) ist ein Kloster in Uniw in der Ukraine.
Es gehört zur Ukrainischen griechisch-katholischen Kirche, ist ein Stauropegionkloster und war lange Jahre das wichtigste Kloster Galiziens.

## Geschichte

### Königreich Polen
Das Kloster bestand bereits im 14. Jahrhundert. 1401 bewilligte König Władysław II. Jagiełło die Neugründung und übergab es orthodoxen Mönchen.
1549 wurde das Kloster durch Tataren fast vollständig zerstört. Danach wurde es wieder aufgebaut.
1648 erhielt es eine Druckerpresse, auf der zahlreiche orthodoxe liturgische und theologische Bücher hergestellt wurden.
1700 trat das Kloster zur unierten griechisch-katholischen Kirche über und wurde an den Orden der Basilianer übergeben. 

### Kaiserreich Österreich
1790 wurde es aufgelöst. Es wurde Residenz der griechisch-katholischen Metropoliten von Lemberg.

### Zweite Polnische Republik
1919 wurde es wieder zum Kloster und an den Orden der Studiten übergeben. Es erhielt den Rang einer Lawra. In den 1930er Jahren gab es dort eine bedeutende Werkstatt für Ikonenmalerei. In den 1940er Jahren wurden von den Studiten hier mehrere jüdische Kinder versteckt.

### Ukrainische SSR
1947 wurde das Kloster geschlossen. Es wurde Haftanstalt für griechisch-katholische Geistliche, später Altersheim, dann Nervenheilanstalt.

### Ukraine
1991 wurde das Kloster wieder an die Studiten und die griechisch-katholische Kirche zurückgegeben. Es ist die einzige Lawra dieser Kirche.
Es leben dort etwa 80 Mönche und Novizen.